# Ivenrode
Ivenrode is een plaats en voormalige gemeente in de Duitse deelstaat Saksen-Anhalt, en maakt deel uit van de Landkreis Börde.

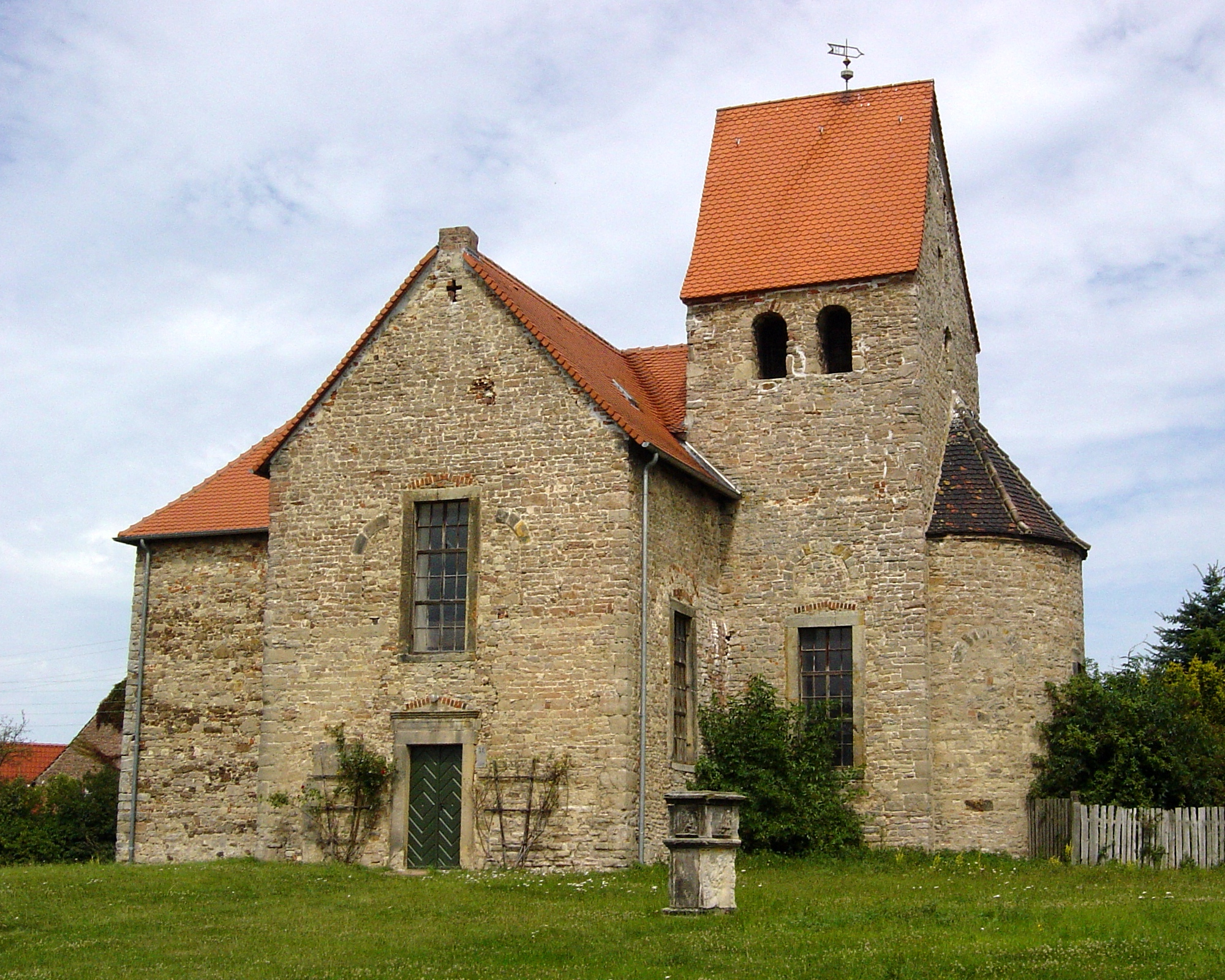
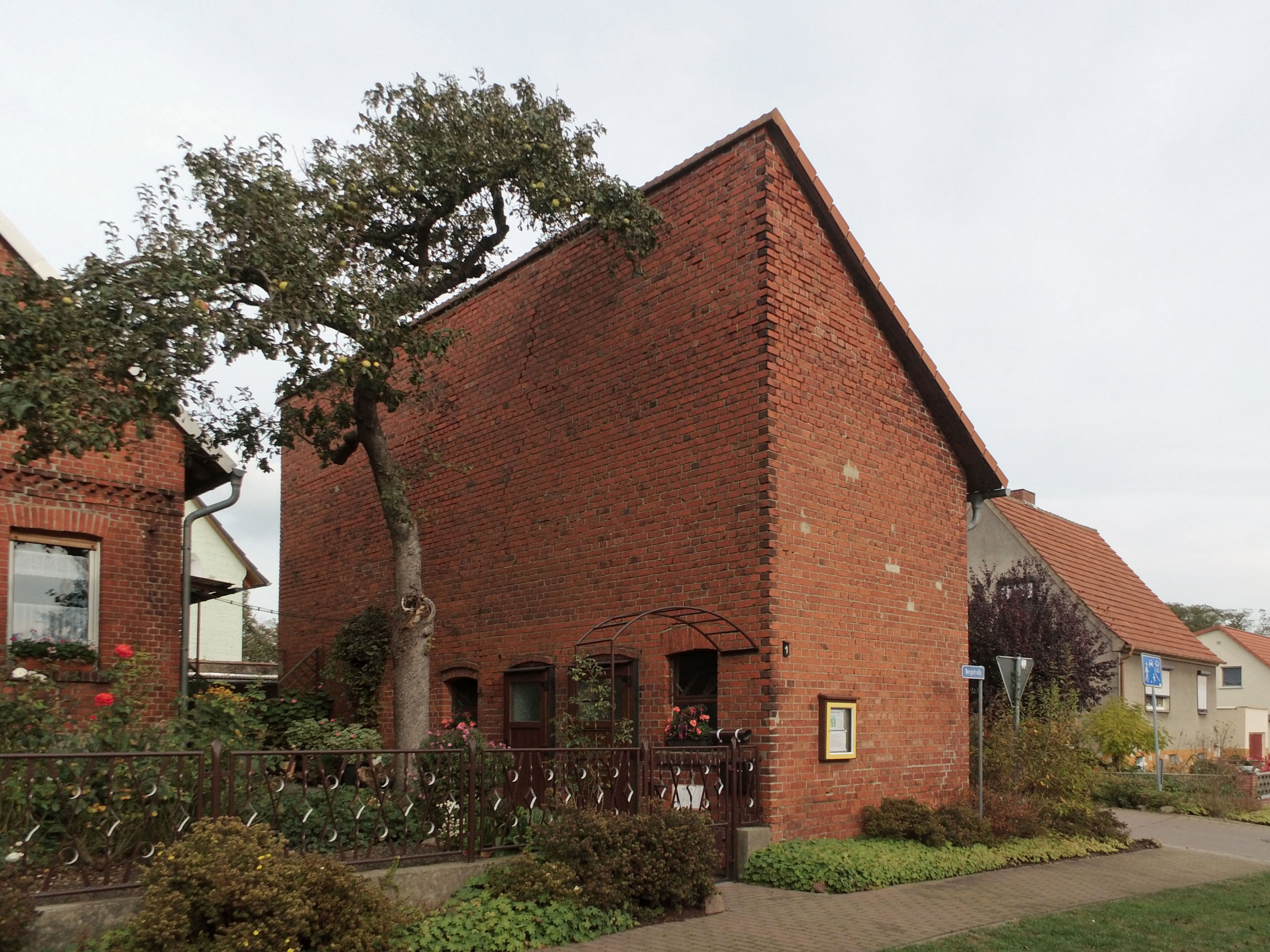

Ivenrode telt 525 inwoners.